# Nandopsis haitiensis
Nandopsis haitiensis is een straalvinnige vissensoort uit de familie van cichliden (Cichlidae). De wetenschappelijke naam van de soort is voor het eerst geldig gepubliceerd in 1935 door Tee-Van.